# Iqbal Quadir
Iqbal Quadir, född 13 augusti 1958 i Jessore, Bangladesh, grundare till telekomföretagen Gonofone och GrameenPhone.